# Panoženka měňavková
Panoženka měňavková (Mastigamoeba aspera) tvoří přechod mezi bičíkovci a kořenonožci. Vedle mohutného bičíku má na těle i panožky. Žije na dně vod.